# هینگولوالا
هینگولوالا (به لاتین: Hingulwala) یک منطقهٔ مسکونی در سری‌لانکا است که در استان مرکزی (سری‌لانکا) واقع شده‌است.